# Oxford Tower
La Torre Oxford (también conocida como Intraco II o Elektrim) es un rascacielos ubicado en Varsovia, Polonia. Se encuentra junto al Centrum LIM.  Fue construido entre 1975 a 1978, basándose en el diseño de Jerzy Skrzypczak, H. Świergocka-Kaim, y Wojciech Grzybowski. Un segundo edificio similar, llamado Intraco I, fue construido unos años antes y se encuentra próximo a la Torre Oxford.

## Construcción
La Torre Oxford fue uno de los primeros rascacielos, junto con al Forum Hotel (ahora el Novotel Warszawa Centrum) y al Intraco I, que fueron construidos en Varsovia. El rascacielos fue construido con el fin de ocultar el Palacio de la Cultura y la Ciencia, que por aquel entonces se había convertido en un símbolo a favor del comunismo y de Iósif Stalin. 
El edificio alcanza la altura de 139 metros, aunque con la antena alcanza los 150 metros. Cuenta con 42 plantas y 193 plazas de aparcamiento. La superficie total es de unos 70.000 metros cuadrados,; de la cual el 42.000 son oficinas. El rascacielos tiene un color blanco y azul, y el estilo fue diseñado y construido para atraer al público internacional.
La Torre Oxford (más conocida por su nombre en inglés Oxford Tower) consiste en un rascacielos de oficinas que alberga sedes de multitud de empresas polacas, como Citibank Handlowy, Minex, Grappahl, Sharp, Polservice y AV Polferries. La sede de Elektrim estaba antiguamente en este edificio.